# The Civilization of the American Indian
The Civilization of the American Indian ist eine umfangreiche englischsprachige wissenschaftliche Buchreihe zur Kultur der Indianer Amerikas. William Bizzell (1876–1946), seit 1925 Präsident der University of Oklahoma (OU), und Joseph A. Brandt, Presseleiter der Tulsa Tribune und ab 1941 ebenfalls Präsident der OU, begründeten 1932 in Norman, Oklahoma, die Serie, die von der University of Oklahoma Press herausgegeben wird. Thematisch ist die Reihe weit gefasst, zahlreiche Fachgelehrte haben in ihr publiziert. Savoie Lottinville (1906–1997) hebt in seiner Besprechung der Reihe hervor, dass dem amerikanischen Indianer zwischen Coopers Lederstrumpf-Zyklus und La Farges Laughing Boy wenig Aufmerksamkeit geschenkt worden sei. Im Folgenden wird eine Übersicht zu den einzelnen Titeln und ihren Verfassern gegeben:

## Bände
- 1 Forgotten Frontiers: A Study of the Spanish Indian Policy of Don Juan Bautista de Anza, Governor of New Mexico, 1777–1778 [Vergessene Grenzen: Eine Studie über die spanische Indianer-Politik von Don Juan Bautista de Anza, Gouverneur von New Mexico, 1777–1778]. Alfred Barnaby Thomas
- 2 Indian Removal: The Emigration of the Five Civilized Tribes of Indians [Choctaw, Chickasaw, Creek, Cherokee, Seminole]. Grant Foreman
- 3 Wah'kon-tah: The Osage and the White Man’s Road. John Joseph Mathews
- 4 Advancing the Frontier, 1830–60. Grant Foreman
- 5 Early days among the Cheyenne and Arapahoe Indians. John H. Seger Digitalisat
- 6 The rise and fall of the Choctaw republic. Angie Debo.
- 7 New Sources Of Indian History 1850–1891: The Ghost Dance, The Prairie Sioux – A Miscellany. Stanley Vestal Digitalisat
- 8 The Five Civilized Tribes. Grant Foreman
- 9 After Coronado: Spanish Exploration Northeast of New Mexico, 1696–1727. Alfred Barnaby Thomas
- 10 Naskapi: The Savage Hunters of the Labrador Peninsula [Naskapi: Die wilden Jäger der Labrador-Halbinsel]. Frank G. Speck
- 11 Pratt, the Red Man’s Moses. Elaine Goodale Eastman
- 12 Cherokee Messenger. Althea Bass
- 13 Civilization and the Story of the Absentee Shawnees. Thomas Wildcat Alford
- 14 Indians & Pioneers: The Story of the American Southwest before 1830. Grant Foreman
- 15 Red Cloud’s Folk: A History of the Oglala Sioux Indians. George E. Hyde
- 16 Sequoyah. Grant Foreman
- 17 A Political History of the Cherokee Nation, 1838–1907. Morris L. Wardell
- 18 McGillivray of the Creeks. John Walton Caughey
- 19 Cherokee Cavaliers: Forty Years of Cherokee History as Told in the Correspondence of the Ridge-Watie-Boudinot Family by Edward Everett Dale
- 20 Elias Boudinot, Cherokee, & His America. Ralph Gabriel
- 21 The Cheyenne Way: Conflict and Case Law in Primitive Jurisprudence. Karl N. Llewellyn
- 22 The Road to Disappearance: A History of the Creek Indians. Angie Debo
- 23 The Changing Indian. Oliver La Farge
- 24 Indians abroad, 1493–1938. Carolyn Thomas Foreman
- 25 The Navajo and Pueblo Silversmiths. John Adair
- 26 The Ten Grandmothers. Alice Marriott
- 27 María: The Potter of San Ildefonso. Alice Marriott
- 28 The Indians of the Southwest: A Century of Development Under the United States. Edward Everett Dale
- 29 Popol Vuh. Dennis Tedlock
- 30 Sun in the Sky. Walter Collins O’Kane
- 31 Bird’s-Eye View of the Pueblos. Stanley A. Stubbs
- 32 Red men calling on the Great White Father. Katharine C. Turner
- 33 A Guide to the Indian Tribes of Oklahoma. Muriel H. Wright
- 34 The Comanches: Lords of the South Plains. Ernest Wallace
- 35 The Hopis: Portrait of a Desert People. Walter Collins O’Kane
- 36 The Sacred Pipe: Black Elk’s Account of the Seven Rites of the Oglala Sioux. Joseph Epes Brown
- 37 Annals of the Cakchiquels / Title of the Lords of Totonicapan. Delia Goetz
- 38 The Southern Indians. R.S. Cotterill
- 39 The Rise and Fall of Maya Civilization. John Eric Sidney Thompson
- 40 The Last War Trail: The Utes and the Settlement of Colorado. Robert Emmitt
- 41 The Indian and the horse. Frank Gilbert Roe
- 42 The Nez Percés: tribesmen of the Columbia Plateau. Francis D. Haines
- 43 The Navajos. Ruth M. Underhill
- 44 The Fighting Cheyenne [Die Kämpfenden Cheyenne]. George Bird Grinnell
- 45 A Sioux chronicle. George E. Hyde
- 46 Sitting Bull: Champion of the Sioux. Stanley Vestal
- 47 The Seminoles. Edwin C. McReynold
- 48 The Sac and Fox Indians. William T. Hagan
- 49 The Blackfeet; Raiders on the Northwestern Plains. John C. Ewers
- 50 The Aztecs: People of the Sun. Alfonso Caso
- 51 The Mescalero Apaches. C. L. Sonnichsen
- 52 The Modocs and their war. Keith A. Murray
- 53 Crónica del Perú. Pedro de Cieza de Leon
- 54 Indians of the High Plains: from the prehistoric period to the coming of Europeans. George E. Hyde
- 55 Episodes from “Life Among the Indians” and “Last Rambles”. George Catlin
- 56 Maya hieroglyphic writing; an introduction. John Eric Sidney Thompson
- 57 Spotted Tail’s Folk: A History of the Brulé Sioux. George E. Hyde
- 58 The Assiniboines: from the accounts of the Old Ones told to First Boy (James Larpenteur Long). James Larpenteur Long
- 59 Five Indian Tribes of the Upper Missouri: Sioux, Arickaras, Assiniboines, Crees, Crows. Edwin Thompson Denig
- 60 The Osages: Children of the Middle Waters. John Joseph Mathews
- 61 Redskins, Ruffleshirts, and Rednecks: Indian Allotments in Alabama and Mississippi, 1830–1860. Mary Elizabeth Young
- 62 A Catalog of Maya Hieroglyphs. J. Eric Thompson
- 63 The Kiowas [Die Kiowa]. Mildred P. Mayhall
- 64 Indians of the woodlands: from prehistoric times to 1725. George E. Hyde
- 65 The Cherokees [Die Cherokee]. Grace Steele Woodward
- 66 The Southern Cheyennes. Donald J. Berthrong
- 67 Aztec Thought and Culture: A Study of the Ancient Nahuatl Mind. Miguel León-Portilla
- 68 Navahos Have Five Fingers. T. D. Allen
- 69 Empire of the Inca [Reich der Inka]. Burr Cartwright Brundage
- 70 The Kickapoos : Lords of the Middle Border. Arrell Morgan Gibson
- 71 Pueblo Gods and Myths. Hamilton A. Tyler
- 72 The Sioux: Life and Customs of a Warrior Society. Royal B. Hassrick
- 73 Hosteen Klah: Navaho Medicine Man and Sand Painter. Franc Johnson Newcomb
- 74 The Shoshonis: Sentinels of the Rockies. Virginia Cole Trenholm
- 75 A Cheyenne sketchbook. William Cohoe
- 76 Warriors of the Colorado: The Yumas of the Quechan Nation and Their Neighbors. Jack D. Forbes
- 77 Ritual of the Bacabs. Ralph Loveland Roys
- 78 The Last Inca Revolt, 1780–1783 [Die letzte Inka-Rebellion, 1780–1783]. Lillian Estelle Fisher
- 79 Indian Crafts of Guatemala and El Salvador. Lilly de Jongh Osborne
- 80 Half-Sun on the Columbia: A Biography of Chief Moses. Robert H. Ruby
- 81 The Shadow of Sequoyah: Social Documents of the Cherokees, 1862–1964. Jack Frederick Kilpatrick
- 82 Indian Legends from the Northern Rockies. Ella E. Clark
- 83 The Indian: America’s Unfinished Business. William A. Brophy
- 84 Huenun Ñamku; an Araucanian Indian of the Andes Remembers the Past. M. Inez Hilger
- 85 Mixtec Kings and Their People. Ronald Spores
- 86 The Creek Frontier, 1540–1783. David H. Corkran
- 87 The Book of Chilam Balam of Chumayel. Ralph L. (Intro. by J. Eric S. Thompson) Roys
- 88 Lords of Cuzco; a history and description of the Inca people in their final days. Burr Cartwright Brundage
- 89 Indian life on the Upper Missouri. John C. Ewers
- 90 The Apache frontier; Jacobo Ugarte and Spanish-Indian relations in northern New Spain, 1769–1791. Max L. Moorhead
- 91 The Maya Chontal Indians of Acalan-Tixchel; a contribution to the history and ethnography of the Yucatan Peninsula. France Vinton Scholes
- 92 Pre-Columbian Literatures of Mexico. Miguel Leon-Portilla
- 93 Pocahontas. Grace Steele Woodward
- 94 Indian skin paintings from the American Southwest; two representations of border conflicts between Mexico and the Missouri in the early eighteenth century. Gottfried Hotz
- 95 American Indian Medicine. Virgil J. Vogel
- 96 Tanaina tales from Alaska. Bill Vaudrin
- 97 Fraud, Politics and the Dispossession of the Indians: Iroquois Land Frontier in the Colonial Period. Georgiana C. Nammack
- 98 The Chronicles of Michoacán. Eugene R. Craine
- 99 Maya History and Religion. J. Eric S. Thompson
- 100 Sweet medicine: the continuing role of the Sacred Arrows, the Sun Dance, and the Sacred Buffalo Hat in Northern Cheyenne history. Peter J. Powell
- 101 Plains Indian art from Fort Marion. Karen Daniels Petersen
- 102 Book of the Gods and Rites and the Ancient Calendar. Fray Diego Duran
- 103 The Miami Indians. Bert Anson
- 104 The Spokane Indians, children of the sun. Robert H. Ruby
- 105 The Arapahoes, Our People. Virginia Cole Trenholm
- 106 A History of the Indians of the United States. Angie Debo
- 107 Tales from the Mojaves (The Civilization of the American Indian series). Herman Grey
- 108 Requiem for a People: The Rogue Indians and the Frontiersmen (Northwest Reprints). Stephen Dow Beckham
- 109 The Chickasaws. Arrell M. Gibson
- 110 Indian oratory; famous speeches by noted Indian chieftains. W. C. Vanderwerth
- 111 Sioux of the Rosebud: A History in Pictures. J. A. Anderson
- 112 Mission Among the Blackfeet. Howard L. Harrod
- 113 Chief Bowles and the Texas Cherokees. Mary Whatley Clarke
- 114 The Kansa Indians; a history of the Wind People, 1673–1873. William E. Unrau
- 115 Apache, Navaho, and Spaniard. Jack D. Forbes
- 116 Peter Pitchlynn: Chief of the Choctaws. W. David Baird
- 117 Life and Death in Milpa Alta: A Nahuatl Chronicle of Díaz and Zapata. Luz Jimenez
- 118 The Indian Background of Colonial Yucatan. Ralph L. (Intro. by J. Eric S. Thompson) Roys
- 119 Cry of the Thunderbird: The American Indian’s Own Story. Charles Hamilton
- 120 The Cayuse Indians; imperial tribesmen of Old Oregon. Robert H. Ruby
- 121 An Indian Canaan: Isaac McCoy and the vision of an Indian state. George A. Schultz
- 122 Crowfoot : chief of the Blackfeet. Hugh A. Dempsey
- 123 Dawes Act and the Allotment of Indian Lands. D.S. Otis
- 124 Picture Writing from Ancient Southern Mexico. Mary Elizabeth Smith
- 125 Victorio and the Mimbres Apaches. Dan L. Thrapp
- 126 Red World and White; Memories of a Chippewa Boyhood: Memories of a Chippewa Boyhood. John Rogers
- 127 Why Gone Those Times? Blackfoot Tales. James Willard Schultz
- 128 The Pawnee Indians. George E. Hyde
- 129 On the Trail of the Arawaks. Fred Olsen
- 130 The Flathead Indians. John Fahey
- 131 Maya Cities: Placemaking and Urbanization. George F. Andrews
- 132 Indian Rawhide: An American Folk Art. Mabel Morrow
- 133 Fire and the Spirits: Cherokee Law from Clan to Court. Rennard Strickland
- 134 Pueblo Animals and Myths. Hamilton A. Tyler
- 135 The hill-caves of Yucatan : a search for evidence of man’s antiquity in the caverns of Central America. Henry Chapman Mercer
- 136 The Cheyenne and Arapaho Ordeal: Reservation and Agency Life in the Indian Territory, 1875–1907. Donald J. Berthrong
- 137 Olmec Religion: A Key to Middle America and Beyond. Karl W. Luckert
- 138 The Chinook Indians: Traders of the Lower Columbia River. Robert H. Ruby
- 139 Las Monjas : a major pre-Mexican architectural complex at Chichén Itzá. John S. Bolles
- 140 Dress Clothing of the Plains Indians. Ronald P. Koch
- 141 Indian Dances of North America: Their Importance in Indian Life. Reginald Laubin
- 142 Geronimo : the man, his time, his place. Angie Debo
- 143 The Zapotecs: Princes, Priests, and Peasants. Joseph W. Whitecotton
- 144 The Toltecs, until the fall of Tula. Nigel Davies
- 145 The Potawatomis: Keepers of the Fire. R. David Edmunds
- 146 The Menominee Indians: A History. Patricia K. Ourada
- 147 Pueblo Birds and Myths. Hamilton A. Tyler
- 148 The Chippewas of Lake Superior. Edmund Jefferson Danziger
- 149 The Apaches: Eagles of the Southwest. Donald Emmet Worcester
- 150 Codex Perez and the Book of Chilam Balam of Mani. Eugene R. Craine
- 151 The Ioway Indians. Martha Royce Blaine
- 152 The Quapaw Indians: A History of the Downstream People. W. David Baird
- 153 The Toltec heritage : from the fall of Tula to the rise of Tenochtitlán. Nigel Davies
- 154 American Indian archery. Reginald Laubin
- 155 The Quiche Mayas of Utatlan: The Evolution of a Highland Guatemala Kingdom. Robert M. Carmack
- 156 Indian Clothing Before Cortes: Mesoamerican Costumes from the Codices. Patricia Rieff Anawalt
- 157 The Navajo Atlas: Environments, Resources, Peoples, and History of the Dine Bikeyah. James Marion Goodman
- 158 Indians of the Pacific Northwest: A History. Robert H. Ruby
- 159 Chief Left Hand: Southern Arapaho. Margaret Coel
- 160 The Phoenix of the Western World: Quetzalcoatl and the Sky Religion. Burr Cartwright Brundage
- 161 The Imperial Osages. Gilbert C. Din
- 162 The Tzutujil Mayas : continuity and change, 1250–1630. Sandra L. Orellana
- 163 Cherokee Dance and Drama (Civilization of the American Indian Series). Frank G. Speck
- 164 Treatise on the Heathen Superstitions: That Today Live Among the Indians Native to This New Spain, 1629. Hernando Ruiz De Alarcon
- 165 The Shaman: Patterns of Religious Healing Among the Ojibway Indians (Civilization of the American Indian Series). John A. Grim
- 166 Oklahoma Seminoles : medicines, magic, and religion. James Henri Howard
- 167 The Aztec arrangement : the social history of pre-Spanish Mexico. R. A. M. van Zantwijk
- 168 The Mixtecs in Ancient and Colonial Times. Ronald Spores
- 169 Cherokee Tragedy: The Ridge Family and the Decimation of a People. Thurman Wilkins
- 170 The Shoshoni-Crow Sun Dance. Fred W. Voget
- 171 Trade, Tribute and Transportation: Sixteenth-century Political Economy of the Valley of Mexico. Ross Hassig
- 172 A Zuni Atlas. T. J. Ferguson
- 173 A guide to the Indian tribes of the Pacific Northwest. Robert H. Ruby
- 174 Atlas of Great Lakes Indian History. Helen Hornbeck Tanner
- 175 Indian survival in colonial Nicaragua. Linda A. Newson
- 176 The House of the Governor: A Maya Palace of Uxmal, Yucatan, Mexico. Jeff Karl Kowalski
- 177 The Western Apache : living with the land before 1950. Winfred Buskirk
- 178 The False Faces of the Iroquois. William N. Fenton
- 179 Sacred Language: The Nature of Supernatural Discourse in Lakota. William K. Powers
- 180 The Kalispel Indians. John Fahey
- 181 Peyote Religion : A History. Omer C. Stewart
- 182 The Hasinais: Southern Caddoans As Seen by the Earliest Europeans. Herbert E. Bolton
- 183 The Wolves of Heaven: Cheyenne Shamanism, Ceremonies, & Prehistoric Origins. Karl H. Schlesier
- 184 Beyond the Vision: Essays on American Indian Culture. William K. Powers
- 185 The World of the Crow Indians: As Driftwood Lodges. Rodney Frey
- 186 American Indian Holocaust and Survival: A Population History Since 1492. Russell Thornton
- 187 The Aztec Empire: The Toltec Resurgence. Nigel Davies
- 188 Aztec warfare : imperial expansion and political control. Ross Hassig
- 189 A Creek Warrior for the Confederacy: The Autobiography of Chief G.W. Grayson. G. W. Grayson
- 190 Time and Reality in the Thought of the Maya. Miguel Leon-Portilla
- 191 Dreamer-Prophets of the Columbia Plateau: Smohalla and Skolaskin. Robert H. Ruby
- 192 American Indian Tribal Governments. Sharon O’Brien
- 193 The Powhatan Indians of Virginia: Their Traditional Culture. Helen C. Rountree
- 194 The Cultural Evolution of Ancient Nahua Civilizations: The Pipil-Nicarao of Central America. William R. Jr. Fowler
- 195 Paracas Ritual Attire: Symbols of Authority in Ancient Peru. Anne Paul
- 196 Pocahontas’s People: The Powhatan Indians of Virginia Through Four Centuries. Helen C. Rountree
- 197 The Western Abenakis of Vermont, 1600–1800 : war, migration, and the survival of an Indian people. Colin G. Calloway
- 198 The Pequots in Southern New England: The Fall and Rise of an American Indian Nation. Laurence M. Hauptman
- 199 Bashful No Longer: An Alaskan Eskimo Ethnohistory, 1778–1988. Wendell H. Oswalt
- 200 Primeros Memoriales: Paleography of Nahuatl Text and English Translation. Bernardino de Sahagún (Fray)
- 201 The Osage Ceremonial Dance I'N-Lon-Schka (Civilization of the American Indian). Alice Anne Callahan
- 202 Pawnee Passage, 1870–1875. Martha Royce Blaine
- 203 The Texas Cherokees : a people between two fires, 1819–1840. Dianna Everett
- 204 Cochise: Chiricahua Apache Chief. Edwin R. Sweeney
- 205 Secret judgments of God : Old World disease in colonial Spanish America. Noble David Cook
- 206 Corn Is Our Blood: Culture and Ethnic Identity in a Contemporary Aztec Indian Village. Alan R. Sandstrom
- 207 Indians and Intruders in Central California, 1769–1849. George Harwood Phillips
- 208 Canada’s First Nations: A History of Founding Peoples from Earliest Times. Olive Patricia Dickason
- 209 The Tarascan Civilization: A Late Prehispanic Cultural System. Helen Perlstein Pollard
- 210 The History of the Indies of New Spain. Diego Durán
- 211 The Fox Wars: The Mesquakie Challenge to New France. R. David Edmunds
- 212 Boundaries and passages : rule and ritual in Yup'ik Eskimo oral tradition. Ann Fienup-Riordan
- 213 The Dream Seekers: Native American Visionary Traditions of the Great Plains. Lee Irwin
- 214 Life and Death in Early Colonial Ecuador (Civilization of the American Indian Series). Linda A. Newson
- 215 Rebels of Highland Guatemala: The Quiche-Mayas of Momostenango. Robert M. Carmack
- 216 Rifles, blankets, and beads : identity, history, and the northern Athapaskan potlatch. William E. Simeone
- 217 The Osage and the invisible world : from the works of Francis La Flesche. Francis La Flesche
- 218 Stories That Make the World: Oral Literature of the Indian Peoples of the Inland Northwest. Lawrence Aripa
- 219 The Covenants with Earth and Rain: Exchange, Sacrifice, and Revelation in Mixtec Society. John Monaghan
- 220 The northern Copper Inuit : a history. Richard G. Condon
- 221 Native people of southern New England, 1500–1650. Kathleen J. Bragdon
- 222 Myths of Ancient Mexico. Michel Graulich
- 223 The Great Law and the Longhouse: A Political History of the Iroquois Confederacy. William N. Fenton
- 224 She’s tricky like coyote : Annie Miner Peterson, an Oregon Coast Indian woman. Lionel Youst
- 225 Codex Chimalpahin, Vol. 1: Society and Politics in Mexico Tenochtitlan, Tlatelolco, Texcoco, Culhuacan, and Other Nahua Altepetl in Central Mexico. Domingo Francisco de San Anton Munon Chimalpahin Quauhtlehuanitzin
- 226 Codex Chimalpahin, Vol. 2: Society and Politics in Mexico Tenochtitlan, Tlatelolco, Texcoco, Culhuacan, and Other Nahua Altepetl. Domingo Francisco De San Anton Munon Chimalpahin Quauhtlehuanitzin
- 231 Mangas Coloradas: Chief of the Chiricahua Apaches. Edwin R. Sweeney
- 232 The Indian Southwest, 1580–1830: Ethnogenesis and Reinvention. Gary Clayton Anderson
- 233 The Seminole Baptist churches of Oklahoma : maintaining a traditional community. Jack M. Schultz
- 234 Estructura político-territorial del Imperio tenochca : La Triple Alianza de Tenochtitlan, Tetzcoco y Tlacopan (Seccion de Obras de Historia) (Spanish Edition). Pedro Carrasco
- 234 Tenochca Empire of Ancient Mexico: The Triple Alliance of Tenochtitlan, Tetzcoco, and Tlacopan. Pedro Carrasco
- 235 George Washington Grayson and the Creek Nation, 1843–1920. Mary Jane Warde
- 236 Tobacco use by Native North Americans : sacred smoke and silent killer. Joseph C. Winter
- 237 Contrary neighbors : Southern Plains and removed Indians in Indian territory. David La Vere
- 238 Silver Horn : master illustrator of the Kiowas. Candace S. Greene
- 239 Voices from the Delaware Big House Ceremony. Robert Steven Grumet
- 240 Mexico’s Indigenous Past. Alfredo Lopez Austin
- 241 Chief Daniel Bread and the Oneida Nation of Indians of Wisconsin. Laurence M. Hauptman
- 242 The Little Water Medicine Society of the Senecas. William N. Fenton
- 243 Coquelle Thompson, Athabaskan Witness: A Cultural Biography. Lionel Youst
- 244 Singing the Songs of My Ancestors: The Life and Music of Helma Swan, Makah Elder. Linda Goodman
- 246 A necessary balance : gender and power among Indians of the Columbia Plateau. Lillian A. Ackerman
- 247 The New Catalog of Maya Hieroglyphs, Volume One: The Classic Period Inscriptions. Martha J. Macri
- 248 American Indians in U.S. History. Roger L. Nichols
- 249 Peyote and the Yankton Sioux: The Life and Times of Sam Necklace. Thomas C. Maroukis
- 250 Crow Is My Boss: The Oral Life History of a Tanacross Athabaskan Elder. Kenny Thomas Sr.
- 251 A Navajo Legacy: The Life and Teachings of John Holiday. John Holiday
- 252 A Nation of Statesmen: The Political Culture of the Stockbridge-Munsee Mohicans, 1815–1972. James Warren Oberly
- 253 The Oneida Indians in the Age of Allotment, 1860–1920. Laurence M. Hauptman
- 254 Crazy Horse: A Lakota Life. Kingsley M. Bray
- 255 Pre-removal Choctaw history : exploring new paths. Greg O’Brien
- 256 Journey to the West : the Alabama and Coushatta Indians. Sheri Marie Shuck-Hall
- 257 Maya sacred geography and the creator deities. Karen Bassie-Sweet
- 258 Coming Down from Above: Prophecy, Resistance, and Renewal in Native American Religions. Lee Irwin
- 259 Native People of Southern New England, 1500–1650. Kathleen J. Bragdon
- 260 Chief Loco: Apache Peacemaker. Bud Shapard
- 261 Indian Tribes of Oklahoma: A Guide. Blue Clark
- 262 The Munsee Indians: A History. Robert S. Grumet
- 263 Kiowa Military Societies: Ethnohistory and Ritual. William C. Meadows
- 264 The New Catalog of Maya Hieroglyphs, Volume Two: The Codical Texts. Martha J. Macri
- 265 The Peyote Road : Religious freedom and the Native American Church. Thomas C. Maroukis
- 266 Getting Good Crops: Economic and Diplomatic Survival Strategies of the Montana Bitterroot Salish Indians, 1870–1891. Robert J. Bigart
- 267 The Mixtecs of Oaxaca: Ancient Times to the Present. Ronald Spores
- 268 From Cochise to Geronimo : the Chiricahua Apaches, 1874–1886. Edwin R. Sweeney
- 269 The Unkechaug Indians of Eastern Long Island: A History. John A. Strong
- 271 “Strange Lands and Different Peoples”: Spaniards and Indians in Colonial Guatemala. W. George Lovell